# Fatuma binti Yusuf al-Alawi
Fatuma binti Yusuf al-Alawi (khoảng năm 1650 - 1715) là một nữ vương của Unguja trong Vương quốc Hồi giáo Zanzibar (Tanzania hiện đại). Một người ủng hộ người Bồ Đào Nha trong cuộc chiến chống lại Ô-man, bà đã gửi đồ tiếp tế cho người châu Âu tại Cuộc bao vây Pháo đài Jesus. Bà đã bị bắt trong thời gian chiếm đóng Zanzibar của người Hồi giáo sau đó và bị đày đến Ô-man. Được phép trở lại vào năm 1709, bà cai trị hòn đảo với tư cách là một quốc gia phụ thuộc của Ô-man trong suốt quãng đời còn lại.

## Đời sống
Fatuma binti Yusuf al-Alawi (còn được gọi là Fatima) sinh vào khoảng năm 1650. Bà là người gốc Sayyid và tổ tiên của bà đến từ Hadhramaut, Yemen nhưng bà cũng tuyên bố là tổ tiên của bà là Ba Tư. Con gái của vua Yusuf ở Zanzibar, lãnh thổ Unguja của cha bà bị chia làm hai, một vương quốc phía nam do anh trai Bakari bin Yusuf cai trị từ Kizimkazi và một vương quốc phía bắc do Fatuma cai trị từ địa điểm của thành phố Zanzibar ngày nay.
Fatuma kết hôn với người anh em họ Abdullah, Quốc vương của Utondwe, một vương quốc nói tiếng Swords trên bờ biển châu Phi đối diện Zanzibar. Họ có một con trai, Hasan.
Nữ vương Fatuma cai trị trong một thời kỳ chuyển tiếp ở Đông Phi từ người Bồ Đào Nha thuộc địa sang cường quốc đang lên của Ô-man. Fatuma vẫn trung thành với người Bồ Đào Nha, cố gắng tiếp tế Fort Jesus, ở Mombasa (Kenya hiện đại) trước khi nó rơi vào tay người Oman trong cuộc bao vây 1696-98. Ba thực phẩm mà bà gửi đi đã bị lực lượng Ô- man bắt giữ và đốt cháy. Một ghi chép khác nói rằng bà đã gửi tàu để chiến đấu với các tàu của Oman. Fatuma cũng được cho là đã tới Bồ Đào Nha Goa để tìm kiếm quân tiếp viện cho quân đồn trú.
Zanzibar sau đó đã bị đột kích bởi người Oman đã phá hủy khu định cư Bồ Đào Nha ở đó và xây dựng Pháo đài cổ Zanzibar trên địa điểm của nhà nguyện Bồ Đào Nha và nhà của một thương gia.
Fatuma và Hasan bị bắt làm tù binh và bị lưu đày ở Ô-man. Họ được phép trở lại vào năm 1709 và Fatuma cai trị Zanzibar là một quốc gia phụ thuộc của Ô-man từ cung điện của bà, trên địa điểm của Nhà kỳ quan (cung điện của Vương quốc Hồi giáo Zanzibar sau này). Người Oman giữ một trong ba khẩu pháo trong Pháo đài Cổ được đào tạo trên cung điện của Fatuma để thực thi sự tuân thủ của bà và ngăn bà giao tiếp với người Bồ Đào Nha ở Mozambique. Fatuma chết năm 1715 và được chôn cất trong một khu vực của gia đình ở ngay phía nam pháo đài. Fatuma đã được kế nhiệm bởi Hasan. Cháu trai của bà, con trai của Hasan, là người cai trị độc lập áp chót của Zanzibar trước khi thành lập Vương quốc Hồi giáo Ô-man.